# Urs Dellsperger
Urs Dellsperger (* 15. September 1963 in Bern) ist ein ehemaliger Schweizer Duathlet, mehrfacher Duathlon-Europameister (1993–1996) und zweifacher ITU-Weltmeister Duathlon (1995, 1997).

## Werdegang
Urs Dellsperger fing erst als 27-Jähriger mit dem Duathlonsport an. Von 1993 bis 1996 konnte er sich für vier Jahre in Folge den Titel des Duathlon-Europameisters sichern.

### Duathlon-Weltmeister 1995 und 1997
Er holte sich 1995 den Titel des Duathlon-Weltmeisters auf der Langdistanz und er konnte diesen Titel 1997 nochmals wiederholen.
Der 27-Jährige beendete 2000 seine Profi-Karriere. Dellsperger startete aber weiterhin als Altersklassen-Athlet. Er wurde 2007 Weltmeister Duathlon M40–44 und in Zofingen überraschte er mit dem vierten Rang bei der Weltmeisterschaft auf der Langdistanz.
Im September 2008 wurde er in Italien Duathlon-Weltmeister in der Altersklasse M45–49.
Er lebt in Freiburg.

## Sportliche Erfolge
| Datum/Jahr    | Rang | Wettbewerb                                      | Austragungsort    | Zeit     | Bemerkung                                                                                  |
| ------------- | ---- | ----------------------------------------------- | ----------------- | -------- | ------------------------------------------------------------------------------------------ |
| 28. Sep. 2008 | 1    | ITU Duathlon World Championship 45–49           | Rimini            | 01:59:55 | Altersklassen-Weltmeister Duathlon M45–49                                                  |
| 20. Mai 2007  | 1    | ITU Duathlon World Championship 45–49           | Gjör              | 01:39:15 | Altersklassen-Weltmeister Duathlon M40–44                                                  |
| 2007          | 4    | Powerman Zofingen                               | Zofingen          | 06:35:27 |                                                                                            |
| 1. Juni 1997  | 1    | ITU Long Distance Duathlon World Championships  | Zofingen          | 06:30:08 | Powerman-Weltmeister auf der Langdistanz (10 km Laufen, 150 km Radfahren und 30 km Laufen) |
| 22. Juni 1997 | 1    | Powerman Austria                                | Weyer             | 03:14:06 | [ 3 ]                                                                                      |
| 1996          | 2    | Powerman Zofingen                               | Zofingen          |          | Duathlon-Vize-Weltmeister auf der Langdistanz                                              |
| 1996          | 1    | ETU Duathlon European Cup                       |                   |          |                                                                                            |
| 1996          | 1    | ETU Duathlon European Championships             | Mafra             |          | Duathlon-Europameister auf der Kurzdistanz                                                 |
| 1995          | 1    | ITU Long Distance Triathlon World Championships | Zofingen          |          | Powerman-Weltmeister auf der Langdistanz beim Powerman Zofingen                            |
| 1995          | 2    | ITU Duathlon World Championships                | Cancun            |          | Duathlon-Vize-Weltmeister                                                                  |
| 1995          | 1    | ETU Duathlon European Championships             | Veszprém          |          | Duathlon-Europameister auf der Kurzdistanz                                                 |
| 1994          | 2    | ITU Duathlon World Championships                | Hobart            |          | Duathlon-Vize-Weltmeister                                                                  |
| 1994          | 1    | ETU Duathlon European Championships             | Vuokatti          |          | Duathlon-Europameister auf der Kurzdistanz                                                 |
| 1993          | 2    | ITU Duathlon World Championships                | Dallas            |          | Duathlon-Vize-Weltmeister                                                                  |
| 1993          | 1    | ETU Duathlon European Championships             | Königslutter      |          | Duathlon-Europameister auf der Kurzdistanz                                                 |
| 1992          | 3    | ETU Duathlon European Championships             | Madrid            |          |                                                                                            |
| 7. Juni 1992  | 4    | ITU Duathlon World Championships                | Frankfurt am Main | 02:35:31 | Duathlon-Weltmeisterschaft auf der Kurzdistanz                                             |
| 1991          | 2    | ETU Duathlon European Championships             | Birmingham        |          | Duathlon-Vize-Europameister                                                                |

| Datum/Jahr   | Rang | Wettbewerb       | Austragungsort | Zeit     | Bemerkung    |
| ------------ | ---- | ---------------- | -------------- | -------- | ------------ |
| 1. Apr. 2007 |      | Zürich-Marathon  | Zürich         | 02:33:14 |              |
| Okt. 1992    | 1    | Hallwilerseelauf | Kanton Aargau  | 01:07:07 | Halbmarathon |